# Leiophron nitida (Shamim & Ahmad)
Leiophron nitida is een insect dat behoort tot de orde vliesvleugeligen (Hymenoptera) en de familie van de schildwespen (Braconidae). De wetenschappelijke naam van de soort werd voor het eerst geldig gepubliceerd door Shamim & Ahmad in 2008.